# 2-Pentadecanon
2-Pentadecanon ist eine chemische Verbindung aus der Gruppe der Alkanone.

## Vorkommen

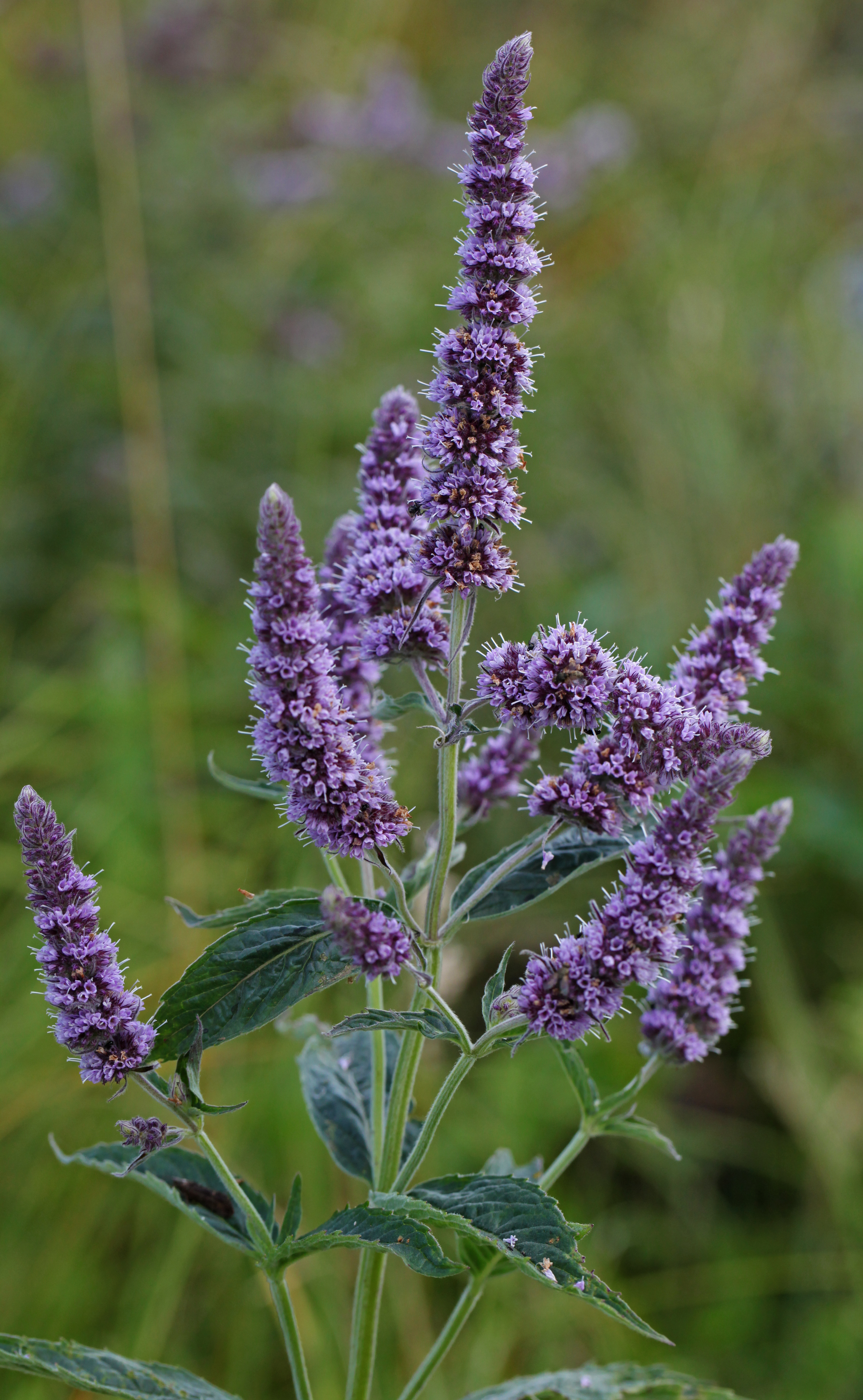
Rossminze enthält natürlicherweise 2-Pentadecanon

2-Pentadecanon kommt in Hopfen und der Rossminze vor und wurde in den Pheromonen von Drosophila busckii nachgewiesen.

## Eigenschaften
2-Pentadecanon ist ein weißer Feststoff, die praktisch unlöslich in Wasser ist.

## Verwendung
2-Pentadecanon wird als hauptsächlich als Aromastoff verwendet, um einen fettigen, leicht würzigen und blumigen Geschmack zu verleihen. Es kann eine Vielzahl von Lebensmitteln wie Butter, Käse und Fleisch zugesetzt werden.